# Пуэрто-Принсеса (река)
Пуэ́рто-Принсе́са (таг. Puerto Princesa, исп. Puerto Princesa) — подземная река на острове Палаван, около филиппинского города Пуэрто-Принсеса. Длина реки — 8,2 км.

## Национальный парк

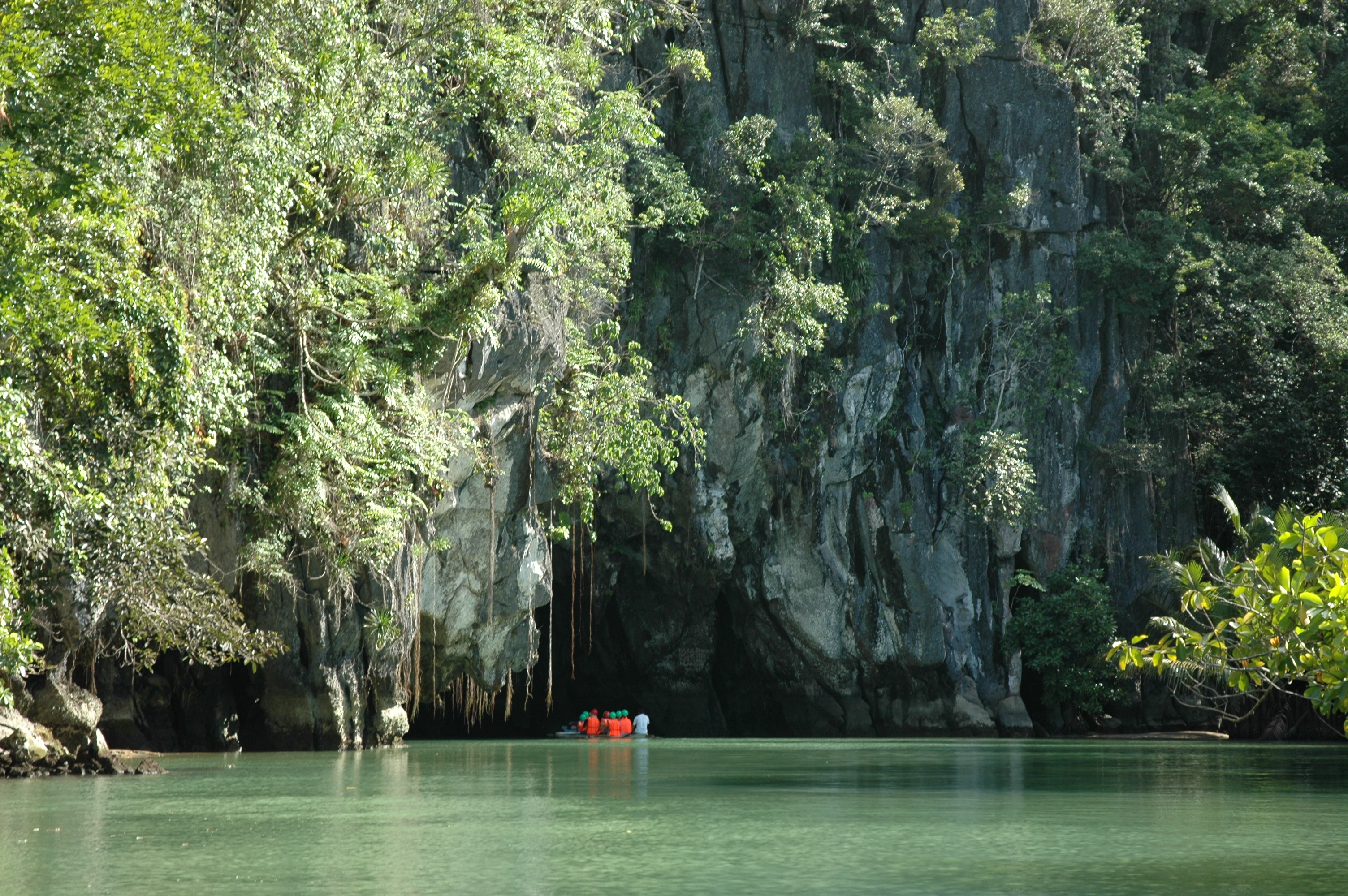
Вход в пещеру Подземной реки Пуэрто-Принсеса

В районе реки создан Национальный парк подземной реки Пуэрто-Принсеса — заповедник, расположенный в 50 км от города. Парк находится в районе горного хребта Сент-Пол в северной части острова. Он ограничен бухтой Сент-Пол и рекой Бабуян. Администрация города осуществляет надзор за парком. Прежде он также назывался Подземной рекой Святого Павла или национальным парком подземной реки Святого Павла. Вход в парк находится со стороны города Сабанг.
Парк расположен в зоне развития карста. Данная река протекает под землёй, в пещере, в направлении Южно-Китайского моря. Пещера имеет несколько больших по размеру залов, здесь также образовано множество сталактитов и сталагмитов. Известна подобная река на полуострове Юкатан в Мексике, но эта признана крупнейшей.

### Флора
Флора на территории парка разнообразна, лесная растительность парка относятся к 13 различным типам, характерным для тропической Азии. Отдельные участки покрыты горными лесами, вечнозелёными лесами равнин, галерейными (растущими по берегам рек и ручьёв) и береговыми лесами, мангровыми зарослями. Часть лесов произрастают на известняковых почвах, часть — на заболоченных. Исследователями открыто 800 видов растений, относящихся к 300 родам и 100 семействам.
В низинах наиболее крупные деревья: дао (Dracontomelon dao), ипиль (Instia bijuga), дита (Alstonia scholaris), амугис (Koordersiodendrum pinnatum), апитонг (Dipterocarpus gracilis). В лесах морского побережья наиболее значительны битаог (Calophyllum inophyllum), каранджа (Pongamia pinnata), Erynthia orientalis. В других растительных формациях также наиболее широко распространены альмацига (Agathis philippinensis), камагонг (Diospyros pulganensis), панданус (Pandanus sp.), анибонг, или раттан (Calamus sp.)

### Фауна
Из 252 видов птиц, встречающихся в целом на Палаване, 165 видов представлено в этом парке. Здесь встречаются все из 15 эндемичных видов птиц Палавана. Особенно примечательны синешапочный благородный попугай (Tanygnathus lucionensis), белобрюхий орлан (Haliaeetus leucogaster) и др.
В настоящее время в специальной литературе описано 30 видов местных млекопитающих. Очень часто здесь под покровом леса и на морском побережье встречается макак-крабоед (Macaca fascicularis), единственный представитель приматов. Также встречается бородатая свинья (Sus barbatus), палаванский бинтуронг (Arctictis binturong), и др.
Идентифицировано 19 видов рептилий, из них 8 видов — эндемики. Это — змеи, а также вараны и другие ящерицы. Земноводные представлены 10-ю видами. Филиппинская лесная лягушка (Rana acanthi) довольно часто встречается в этой местности. Интересен и ещё один вид — филиппинская барбурула (Barbourula busuangensis), эндемик Палавана, тоже часто здесь встречается.
Из представителей подводного мира можно назвать дюгоня (Dugong dugon) и зелёную морскую черепаху (Chelonia mydas).